# Emilio Pericoli
Emilio Pericoli, född 7 januari 1928 i Cesenatico, Emilia-Romagna, död 9 april 2013 i Savignano sul Rubicone, Emilia-Romagna, var en italiensk sångare.
Pericoli tävlade för Italien i Eurovision Song Contest 1963 med låten Uno per tutte och slutade på tredje plats.